# 全壊
| ウィキペディアには「全壊」という見出しの百科事典記事はありません（タイトルに「全壊」を含むページの一覧/「全壊」で始まるページの一覧）。 代わりにウィクショナリーのページ「全壊」が役に立つかもしれません。 |